# هسلر (کشتی)
هسلر (کشتی) (به انگلیسی: Hassler (vessel)) یک کشتی بود که طول آن ۱۵۱ فوت (۴۶ متر) بود. این کشتی در سال ۱۸۷۱ ساخته شد.